# Aderus subangulatus
Aderus subangulatus es una especie de coleóptero de la familia Aderidae. Fue descrita científicamente por Maurice Pic en 1922.

## Distribución geográfica
Habita en Bioko (Guinea Ecuatorial).